# محمد بن مسعود فشيكة
ولد المؤلف حوالي سنة 1904م في مدينة مصراتة في قرية الشواهدة الناحية المحاذية لقرية الزعابة، وتقع غرب المواطين بثلاث كيلومترات تقريبا.
ويرجع نسب والده مسعود فشيكة إلى فرع من (قبائل شوا) المعروفة بأراضي تشاد وما حولها، وجاء والده اصلا إلى مصراته وهو صبي، طلبا للعلم في الزروق وبعد فترة لتعسّر الانفاق عليه، التحق بأعمال فلاحية بالكراء عند أحد الوجهاء، وأثناء هذه المدة تزوج الوالد مسعود ورزق منها بمحمد وشقيقة له اسمها فاطمة.
وفي ذلك الحين كانت تونس مجلبة لآلاف المصراتيين، عمالاً فيها بمناجم الفوسفات الرديف والمتلوي، فذهب مسعود مع هؤلاء، ثم اشتغل متاجرا ببعض السلع الضرورية.
رجع الأب لمصراته بحالة يسر مشكورة، ولإسرافه بالإنفاق العائلي واستضافته الكثيرة لأصدقاءه، أوشك على الإفلاس التام، وتوظف مشرفا على التلاميذ بأول مدرسة ابتدائية في مصراته أقيمت حوالي سنة 1909م بالمواطين وكانت بالدرادفة محل جامع حمير الآن، وكان مديرها الخوجة رضوان أفندي.
انتسب الوالد إلى الطريقة السعدية بمصراته في أول ظهور لها وافتتاح زاويتها بمحل الشنوبات، وكان من أشهر مرتاديها الحاج سالم بن شعيب أحد أعيان وأثرياء الشواهدة ز
ترك الوالد العمل بالمدرسة سنة 1910م ورجع لمزاولة العمل في تونس وظلّ هناك يرسل لعائلته بمصراته مستلزمات حياتها.

## دراسته
عندما كان محمد طفلا، أدخله والده كتاب قرية الزعابة، ليتعلم القرآن عند الفقيه الحاج محمد بن زعبية، ثم نقله لكتاب الفقيه الشيخ مصطفى التريكي بجامع سيدي التواتي بقبيلة الشواهدة، وبعد ذلك أدخله معه طالبا في الصف الأول في المدرسة التي يعمل بها.

## هجرة المؤلف وتطوراتها
اثر الاحتلال الإيطالي لطرابلس سنة 1911م هاجر المؤلف مع الترك إلى بلادهم في بعثة دراسية، وفي أثناء الحرب العالمية الأولى ونشوبها سنة 1914م نقل إلى دمشق وبعد استقلال سوريا من الترك التحق بدورة فنية للبرق والهاتف، ونظرا لبراعته وشهرته انتقل للعمل في البلاط الملكي، وحينما تكاثرت المهام الحربية والدفاعية رجع للعمل الميداني.
سنة 1914 ابان الانتداب الفرنسي عين مأمورا في دوما للخطوط الهاتفية أيام رفعت بك الأيوبي، واشتغل أيضا في مدرسة الناشئة العربية لصاحبها الشيخ محمد الدلاتي، حين كانت بزقاق الخطاب من محلة العمارة، وفيها تعرف على أحد مواطنيه الطرابلسيين، وهو الأستاذ عبد الرزاق الباجقني، وكان مدرسا رسميا بمعارف دمشق.

## قصده مصر للدراسة
شعر محمد بضعف ثقافته ونقصان تحصيله فاتجه فكره لاستكمالها بمصر، وفي سنة 1926م شدّ الرحال للقاهرة اتماما لتعليمه، فانتسب للأزهر برواق المغاربة، وبالكد المستمر وبالاستعداد الذهني، أخذ في السنة الأولى الشهادة الابتدائية النظامية للأزهر من الخارج، ومن ثم لم يتحصل على الثانوية بسبب قرار منع المتقدمين من الخارج من التقدم للثانوية الا بعد مضي أربع سنوات عن أخذ الابتدائية النظامية.
انتخب محمد فشيكة رئيسا للجنة إصلاح الرواق المغاربي وأوقافه من جميع الوجوه، وكان من أعضاءها البارزين
الشيخ فرج بن السلام الفيتوري الحراري الزليطني والشيخ عبد الحميد الطرابلسي والبك أحمد السويحلي، وأحمد المريض والتهامي قليصة والحاج بعيو بيت المال.

## الرجوع والحنين إلى الوطن
وتمّلكه الحنين، إلى رؤية أسرته بوطنه بعد انقطاع دام أربعة وعشرين سنة(1912 - 1936م) وذهب للقنصلية بالقاهرة لاثبات الجنسية الليبية للسماح بدخوله طرابلس، وبعد متاعب جمة رجع إلى مصراته، وتفاجئ بخبر وفاة والده بتونس بعد كبر سنّه، ووجد شقيقته متزوجة بالغيران، وأحوال أسرتها الفلاحية بسوانيها الخاصة حسنة.
وفي العطلة الصيفية من تعيينه بالمدرسة الإسلامية، رجع لمصر لاحضار كتبه ولقضاء أمور تتعلق بصلته التعليمية، وانتهز فرصة غيابه بعض الحساد فروجو عنه الاشاعات حتى عزلوه من المدرسة الإسلامية بطرابلس وهو لا يزال في مصر، وقد تعلق به الطلاب كثيرا نظرا لأسلوبه الشيق في التدريس فطلبو من آباءهم أن يسعو لدى الحكومة كي تعيده، أو تأتي بمن هو في مستواه، ويقدر الله ان مساعي أولئك الآباء قد لقيت منهم الاستجابة والقبول، فبعثت إليه الأوقاف رسالة مستعجلة بإخباره بأنه تم إرجاعه لوظيفته الأولى ى، فعاد إليها حوالي سنة 1938م بكرامته.

## زوجته وأبناءه
له زوجة تدعى فاطمة رزق منها بست أطفال وهم على التوالي :
- نور الدين.
- عادل.
- أنيسة.
- عائشة.
- خديجة.
- فائزة.

## بعد الحرب العالمية الثانية
وبعد الحرب العالمية الثانية زمن الإدارة البريطانية في طرابلس عين سنة 1944م مديراً لمدارس مصراته، فأحدث فيها نشاطا تعليميا كبيراً,ثم عين في وزارة المعارف سنة 1945م لايجاد معلمين صالحين.
وتولى المراقبة العامة للامتحانات في الفترة(1946-1948م).

## جهوده التأليفية وقيمها
- بن مسعود، محمد (1948). تاريخ ليبيا العام، من أقدم العصور إلى الوقت الحاضر. المطبعة العسكرية البريطانية.

نال الدرجة الأولى في مسابقة تأليفية لتاريخ ليبيا وأثنى عليه كل من :
الشيخ محمد بن عبد السلام المصراتي وأحمد بك الفقيه حسن وبشير بك السعداوي في جريدة طرابلس يوم(3 فبراير سنة 1949م) والدكتور محمد فؤاد شكري أستاذ التاريخ وقتئذ بجامعة فؤاد الأول.
- بن مسعود، محمد (1950). مراحل العصور الليبية;مع حضارات الأمم القديمة (ط. الأولى). مطبعة بللينوماجي.
- بن مسعود، محمد (1953). كأنك معي في طرابلس وتونس:ينبئك عن أحوالهما العامة اسلوبا وصورا وتنسيقا كأنه الشريط السينمائي الدقيق الرائع (ط. الأولى). مطبعة ماجي.

وهو مؤلف قيم ومناسبة إخراجه زيارته لتونس هو ولفيف من أساتذة وطلاب الثانوية إلى تونس في رحلة استطلاعية سنة 1949، وتعرفوا على معاهدها ومعالمها، من القيروان جنوابا إلى عين الدراهم شمالا، فلما عاد من الرحلة أنتج الكتاب المذكور.
- بن مسعود، محمد (1963). تاريخ ليبيا الحديث (ط. الثانية). دار الأندلس.
- بن مسعود، محمد (1968). معالم ليبية. مطابع وزارة الإعلام والثقافة.
- مسعود فشيكة، محمد (1974). رمضان السويحلي البطل الليبي الشهير بكفاحه للطليان (ط. الأولى). الفرجاني.

كتاب فيّم اهتم بحياة المناضل الكبير رمضان السويحلي والمعارك التي شارك بها والفتن التي مرّت في عصره.

## وظائفه وانتداباته
- في أيام الحكم الملكي لليبيا عمل في وزارة المعارف الليبية لمدة ثلاث عشرة سنة (1952-1965).
- رقي إلى وكيل مساعد وزارة في (12 مارس 1965).

## وفاته
توفي في سنة 1990م

## قالو عنه
قال عنه الشاعر محمد الأمين الحافي في قصيدة عنونها بـ «من وحي الذكريات» وقيلت في حقه أثناء حفل تأبينه